# Attenuizomus cuttacutta
Attenuizomus cuttacutta är en spindeldjursart som beskrevs av Harvey 2000. Attenuizomus cuttacutta ingår i släktet Attenuizomus och familjen Hubbardiidae. Inga underarter finns listade.